# Oliver Tobias
Oliver Tobias Freitag (Zürich, Suiza, 6 de agosto de 1947) es un actor suizo radicado en Inglaterra, conocido por interpretar al Rey Arturo en la serie Arthur of the Britons y a Joel en Jesús de Nazaret.

## Carrera
Es hijo del matrimonio formado por el actor suizo-austriaco,  Robert Freitag y Maria Becker.
Fue educado en Suiza y en el Reino Unido.
Actualmente reside en Londres junto con su esposa la actriz polaca Arabella Zamoyska con quien contrajo matrimonio en 2001 y tuvo cuatro hijos.